# 科利纳斯 (马拉尼昂州)
科利纳斯是巴西马拉尼昂州的一个市镇。总面积2033.57平方公里，总人口36787人，人口密度18.1人/平方公里。